# دهان‌کاغذی سیاه
دهان‌کاغذی سیاه (نام علمی: Pomoxis nigromaculatus) نام یک گونه از سرده دهان‌کاغذی است.